# Анархизм и религия
Анархизм, как и другие ультралевые идеологии, скептически относится к религии и категорически выступает против неё. Однако, среди анархистов есть течения, положительно относящиеся к религии и считающие, что некоторые религии допускают анархию.

## Отношение анархистов к религии

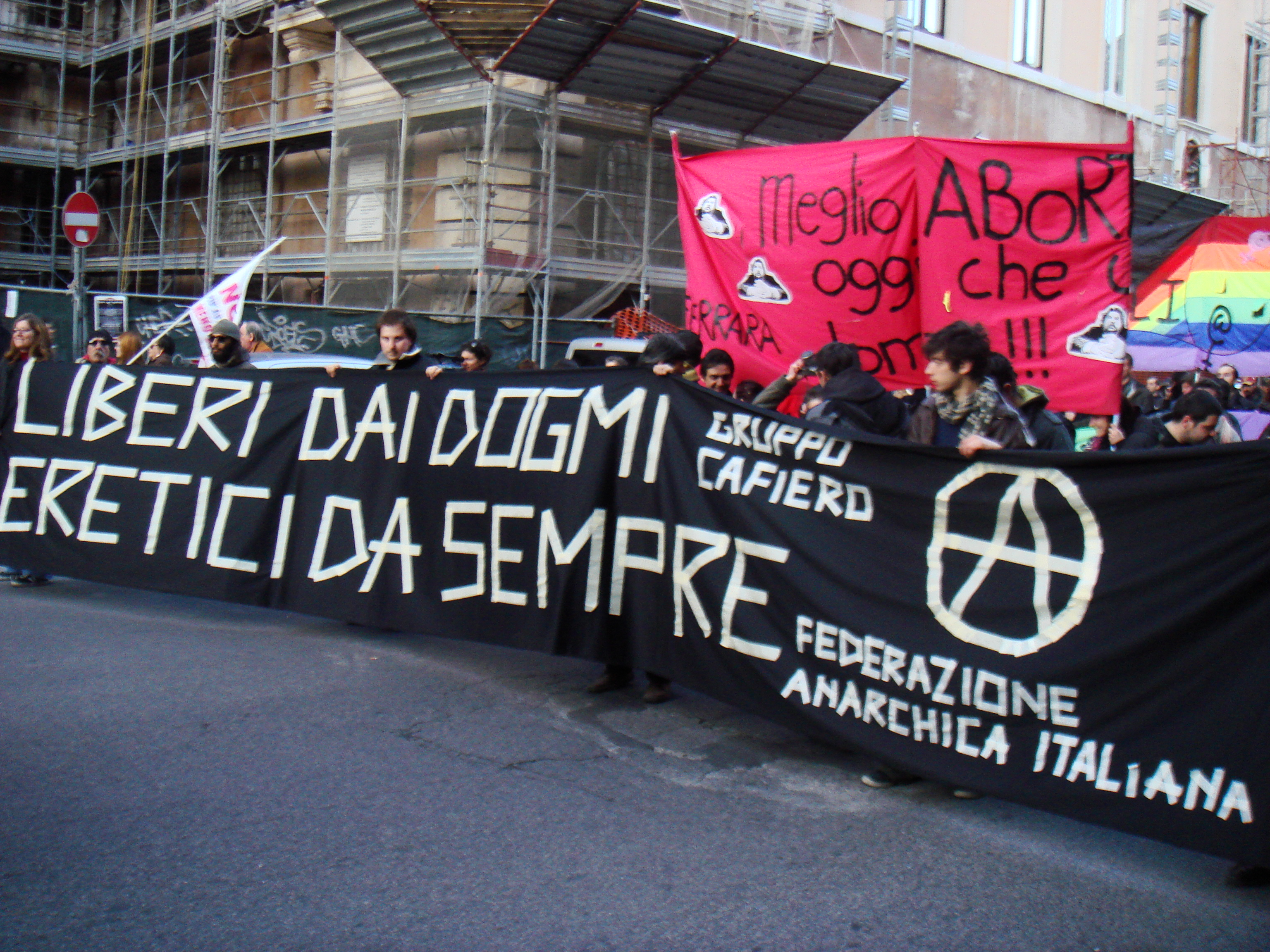
Члены Федерации анархистов Италии выступают на антиклерикальной демонстрации под лозунгом: «Свободные от догм — всегда еретики».

Большая часть анархистов является атеистами или антитеистами и предвзято относятся к религии, так как считают её поборником власти и государства, а также противоречивым науке учением. Стандартным анархистским лозунгом является фраза «Ни Бог, ни господ!». Аргументом против религии называется тот факт, что в большинстве своём религия поддерживает политику государства. Анархисты часто принимают участие в антиклерикальных выступлениях и демонстрациях.
Уильям Годвин, один из основателей анархизма, сначала был кальвинистом, однако позже он сменил свои взгляды и стал агностиком. Макс Штирнер, создатель анархо-индивидуализма, отрицал «дух религии» и вместе с нею власть, так как они противоречили свободе индивида. Пьер-Жозеф Прудон, первый человек, назвавший себя анархистом, известен по своим высказываниям: «Бог есть зло» и «Бог — вечный X».
Книга Михаила Бакунина, анархо-коллективиста и члена Первого Интернационала, по названию «Бог и государство» является по сути первым анархистским трактатом о религии. Некоторое время Бакунин был связан с масонством, что в будущем сильно повлияло на его взгляды относительно религии. Также, Бакунин занимался написанием неопубликованного «Катехизиса масона», в которой Бакунин излагал свою философию о месте религии в истории и её отношении к современному политическому государству.. Из «Катехизиса масона» известно высказывание Бакунина: «Если Бог существует, следовательно, человек — раб. Если человек свободен, следовательно, Бога нет. Избавьтесь от этой дилеммы, кто может!».
Анархический атеизм тесно связан с вольнодумством. Так, например, Эррико Малатеста и Карло Кафьеро, главные основатели итальянского анархистского движения, происходили из вольнодумных семей. Во французском анархистском движении Элизе Реклю был сыном кальвинистского священника и начала с отрицания религии, прежде чем перейти к анархизму. Себастьян Фор, самый активный оратор и писатель во французском анархическом движении написал эссе под названием «Двенадцать доказательств несуществования Бога». Немецкий анархист Иоганн Мост написал статью под названием «Божья чума».
В Соединённых Штатах «свободомыслящие» были лояльны анархической идеологии, так как их движение было по сути антихристианским, антиклерикальным, цель которого заключалась в том, чтобы сделать человека политически и духовно свободным принимать решения по религиозным вопросам. Некоторые американские анархисты были также и приверженцами свободомыслия, например, Джордж Макдональд, который был соредактором журнала «Свободная мысль» и какое-то время журнала «Искатель истины». Анархисты конца 19-го века — начала 20-го века, такие как Вольтарина де Клер, часто были связаны с движением вольнодумцев, защищая атеизм.

В книге «Анархизм: что он на самом деле означает» Эмма Гольдман писала:
Анархизм объявил войну пагубным влияниям, которые препятствовали гармоничному слиянию индивидуальных и социальных инстинктов, личности и общества. Религия, господство человеческого разума; Собственность, господство человеческих потребностей; и правительство, господство человеческого поведения, представляет собой оплот порабощения человека и всех ужасов, которые оно влечет за собой. 
Китайские анархисты возглавили оппозицию христианству в начале 20 века, но наиболее видный из них, Ли Шицзэн, выступал не только против христианства, но и против всех религий как таковых. Когда он стал президентом Антихристианского движения 1922 года, он сказал Пекинской лиге атеистов: «Религия по своей сути стара и коррумпирована: история прошла мимо неё» и спросил: «Почему мы, живя в XX веке… должны обсуждать эту чепуху первобытных времен?».

## Религиозный анархизм
Религиозные анархисты рассматривают организованную религию в основном как авторитарную и иерархическую, отошедшую от своего скромного истока, как объясняет Питер Маршалл:
Первоначальное послание великих религиозных учителей жить простой жизнью, делиться богатствами земли, относиться друг к другу с любовью и уважением, терпеть других и жить в мире неизменно теряется по мере того, как мирские институты берут верх. Религиозные лидеры, как и их политические коллеги, присваивают себе власть, создают догмы и ведут войну с инакомыслящими в своих рядах и последователями других религий. Они ищут защиты от временных правителей, даруя им взамен сверхъестественную легитимность и магическую ауру. Они плетут паутину тайн и мистификации вокруг голой силы; они соединяют меч с крестом и полумесяцем. В результате почти во всех случаях организованные религии утратили миролюбивое и толерантное послание своих отцов-основателей, будь то Будда, Иисус или Мухаммед. 
Буддистский анархизм
Многие жители Запада, называющие себя буддистами, считают буддийскую традицию, в отличие от большинства других мировых религий, нетеистической, гуманистической и основанной на опыте. Они отмечают, что большинство буддийских школ рассматривают Будду как воплощенное доказательство того, что трансцендентность и высшее счастье возможны для всех без исключения.
Индийский революционер и ярый атеист Хар Даял, находившийся под сильным влиянием Маркса и Бакунина и стремившийся изгнать британское правление с субконтинента, был ярким примером человека, который в начале XX века пытался синтезировать анархистские и буддийские идеи. Переехав в Соединённые Штаты в 1912 году, он основал Калифорнийский институт Бакунина в Окленде, который он назвал «первым монастырем анархизма».
Дзенский священник и критик Хакуген Итикава, осуждая буддийскую поддержку японского империализма в Азии, однажды пришёл к выводу, что «если буддизм хочет обладать социальной мыслью, он должен принять форму анархо-коммунизма». Позже в своей карьере он вернулся к этой позиции, переформулировав её как «Cунья-анархо-коммунизм» (空 — 無政府 — 共同体論), где Сунья означает «вертикальную основу как субъективности, которая участвует в социальной революции, так и с точки зрения основного выбора этой субъективности, смиренного и открытого духа, очищенного от догматизма, самоабсолютизма и воли к власти». В конечном счёте, Хакуген предположил, что это приводит к «отрицанию в горизонтальном измерении государственной власти; с политической точки зрения это составляет анархизм… Через посредство расчёта философского сознания (контроля желаний) и посредством социально-научной проницательности и на практике отрицается капиталистическая система частной собственности и устраняется социальная основа коммодификации человеческой рабочей силы; с экономической точки зрения это равнозначно коммунизму». Для Хакугена Шунья представляет собой «вертикальную экзистенциальную свободу, тогда как анархизм и коммунизм относятся к горизонтальной свободе, а „истоком“ является точка, где пересекаются два измерения свободы».
Христианский анархизм
Основная статья: Христианский анархизм

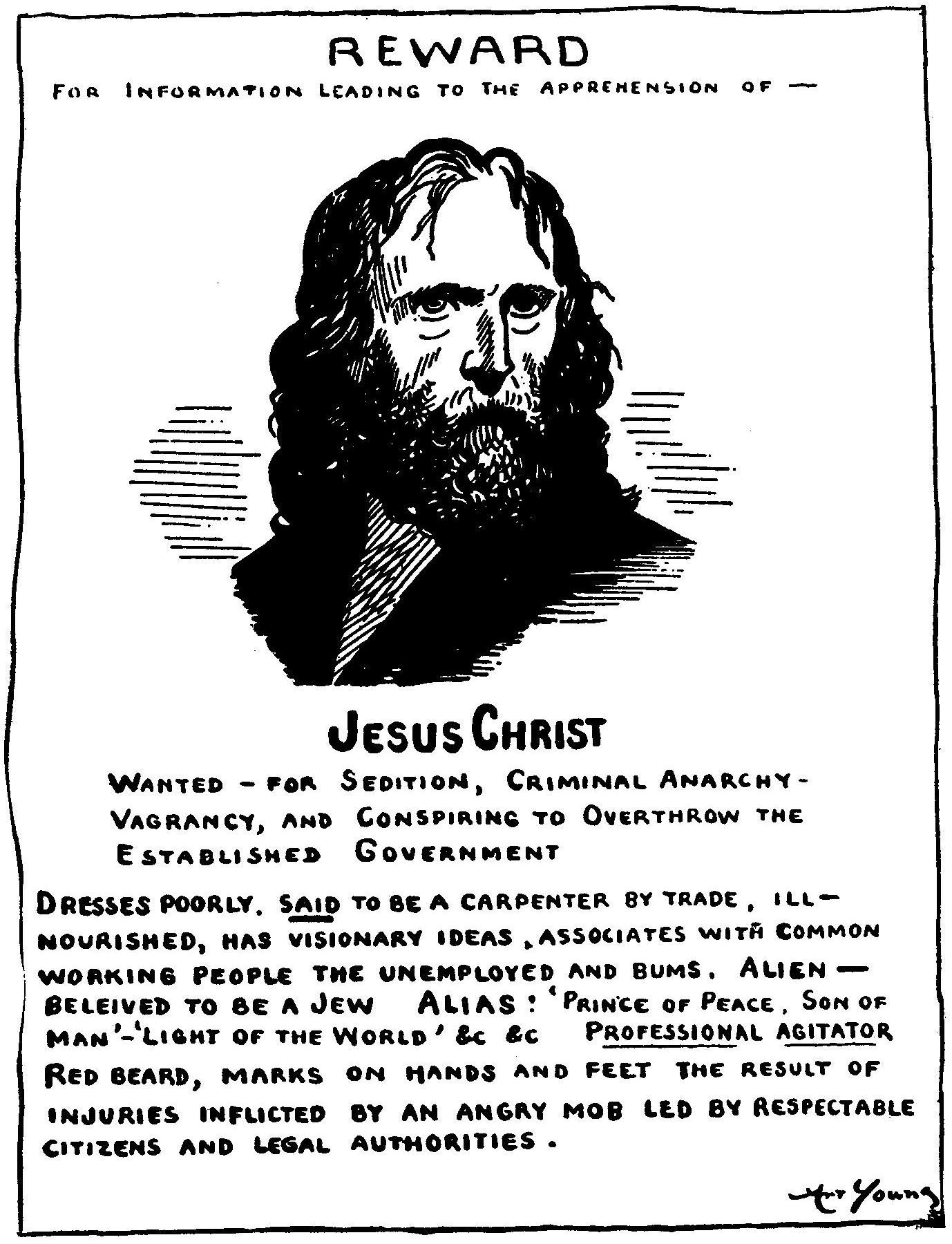
«Иисус Христос в розыске». Политическая карикатура Арта Янга из левого журнала «The Masses».

Символ христианского анархизма

По мнению некоторых, христианство зародилось прежде всего как пацифистское и анархистское движение. С этой точки зрения говорится, что Иисус пришёл, чтобы наделить отдельных людей полномочиями и освободить людей от репрессивных религиозных стандартов Моисеева закона; он учил, что единственной законной властью является Бог, а не человек, превращая закон в Золотое правило.
Христиа́нских анархи́стов объединяет неприятие оправдания власти человека над человеком, эксплуатации, насилия, а также стремление к преодолению этих явлений среди людей. Христианские анархисты считают, что в учении Иисуса Христа свобода получила своё духовное оправдание.
Теоретиками христианского анархизма являются Генри Дэвид Торо, Уильям Ллойд Гаррисон, Лев Толстой.
Еврейский анархизм

Символ еврейского анархизма

Жак Эллюль вспоминает, что в конце Книги Судей (21:25) в Израиле не было царя, и каждый поступал так, как считал нужным. Позже в первой книге Царств (1 Царств 8) народ Израиля хотел, чтобы царь был похож на другие народы. Бог заявил, что люди отвергли его как своего царя. Он предупредил, что человеческий король приведет к милитаризму, воинской повинности и налогообложению, и что их мольбы о пощаде, вытекающие из требований короля, останутся без ответа. Самуил передал израильтянам Божье предупреждение, но они проигнорировали его и выбрали Саула своим царем. Большая часть последующего Танаха описывает их попытки жить с этим решением.
Первой известной еврейской анархистской организацией в США были «Пионеры свободы» (Pionire der Frayhayt). Суд над Хеймаркетом 1886 года вызвал общенациональный интерес к анархистским идеям. В день вынесения приговора около дюжины еврейских рабочих Нижнего Ист-Сайда Нью-Йорка основали «Пионеров свободы», первую еврейскую анархистскую организацию в Соединённых Штатах. В период с февраля по июнь 1889 года группа руководила «Вархайт», недолговечной первой анархистской газетой на идиш в Соединённых Штатах. основал в 1890 году давнюю анархистскую газету на идиш «Фрайе Арбетер Штиме». «Пионеры свободы» также публиковали ежегодную газету «Тфиле заке» («Чистая молитва»), которая распространялась во время между 1889 и 1893 годами.
Ортодоксальный каббалистический раввин Иегуда Ашлаг верил в религиозную версию либертарного коммунизма, основанную на принципах Каббалы, которую он называл альтруистическим коммунизмом. Ашлаг поддерживал движение кибуцев и проповедовал создание сети самоуправляемых интернационалистических коммун, которые в конечном итоге "полностью отменят режим грубой силы, поскольку «каждый человек делал то, что было правильным в его собственных глазах», потому что «существует нет ничего более унизительного и унизительного для человека, чем находиться под властью грубой силы».
Британский раввин Янкев-Мейер Залкинд был анархо-коммунистом и очень активным антимилитаристом. Раввин Залкинд, близкий друг Рудольфа Рокера, был писателем на идише и выдающимся знатоком Торы. Он утверждал, что этика Талмуда, если её правильно понимать, тесно связана с анархизмом. Философия Залкинда не пользовалась популярностью среди британских ортодоксальных евреев, и община избегала Залкинда: главный раввин Герц отрицал раввинские полномочия Залкинда, а Залкинд был вынужден отказаться от своего титула.
За последнее десятилетие интерес к еврейскому анархизму возобновился благодаря росту таких организаций, как Jewdas и Pink Peacock (Великобритания), а также таких средств массовой информации, как подкаст Treyf (Канада). Этому интересу способствовала публикация новых книг по этой теме, таких как «Иммигранты против государства» Кеньона Циммера, а также переиздание документальных фильмов, таких как «Свободный голос труда». В январе 2019 года Институт еврейских исследований YIVO организовал в Нью-Йорке специальную конференцию по еврейскому анархизму, в которой приняли участие более 450 человек.
Различные анархистские группы имели разные взгляды на сионизм и еврейский вопрос. Бернар Лазар был ключевой фигурой как во французском анархистском движении, так и в раннем сионистском движении. Позднее Территориалистское движение, особенно Лига Фриленда, под руководством Исаака Нахмана Штейнберга, было очень близко к анархизму. Некоторые другие, такие как Мартин Бубер и Гершом Шолем, защищали ненационалистические формы сионизма и продвигали идею создания двунациональной еврейско-арабской федерации в Палестине. Многие современные анархисты поддерживают идею так называемого «решения без государства». Ноам Хомский сказал, что, как анархист, он в конечном итоге выступает за такое решение без государства, но в краткосрочной перспективе считает, что решение с двумя государствами является лучшим выходом из нынешнего конфликта. В Израиле также существует организация «Анархисты против стены», которая представляет собой группу прямого действия, состоящую из израильских анархистов и антиавторитаристов, которые выступают против строительства израильского барьера в секторе Газа и израильского барьера на Западном Берегу.